# 1948 en mathématiques
| Années des mathématiques : 1945 - 1946 - 1947 - 1948 - 1949 - 1950 - 1951    |
| Décennies des mathématiques : 1910 - 1920 - 1930 - 1940 - 1950 - 1960 - 1970 |

Cet article présente les faits marquants de l'année 1948 en mathématiques.

## Évènements
- Juillet et octobre : le mathématicien américain Claude Shannon développe sa théorie de l'information dans un article (A Mathematical Theory of Communication) publié en deux parties dans le Bell System Technical Journal[1],[2].
- 20 septembre : le mathématicien américain d'origine hongroise John von Neumann présente au Hixon Symposium de Caltech à Passadena son article intitulé The General and Logical Theory of Automata (« Théorie générale et logique des automates »)[3]. Ayant étudié mathématiquement les machines autoréplicatives, il développe le concept de « copieur et constructeur universel » (universal copier and constructor en anglais), le premier automate cellulaire[4].

## Naissances
- 14 janvier :

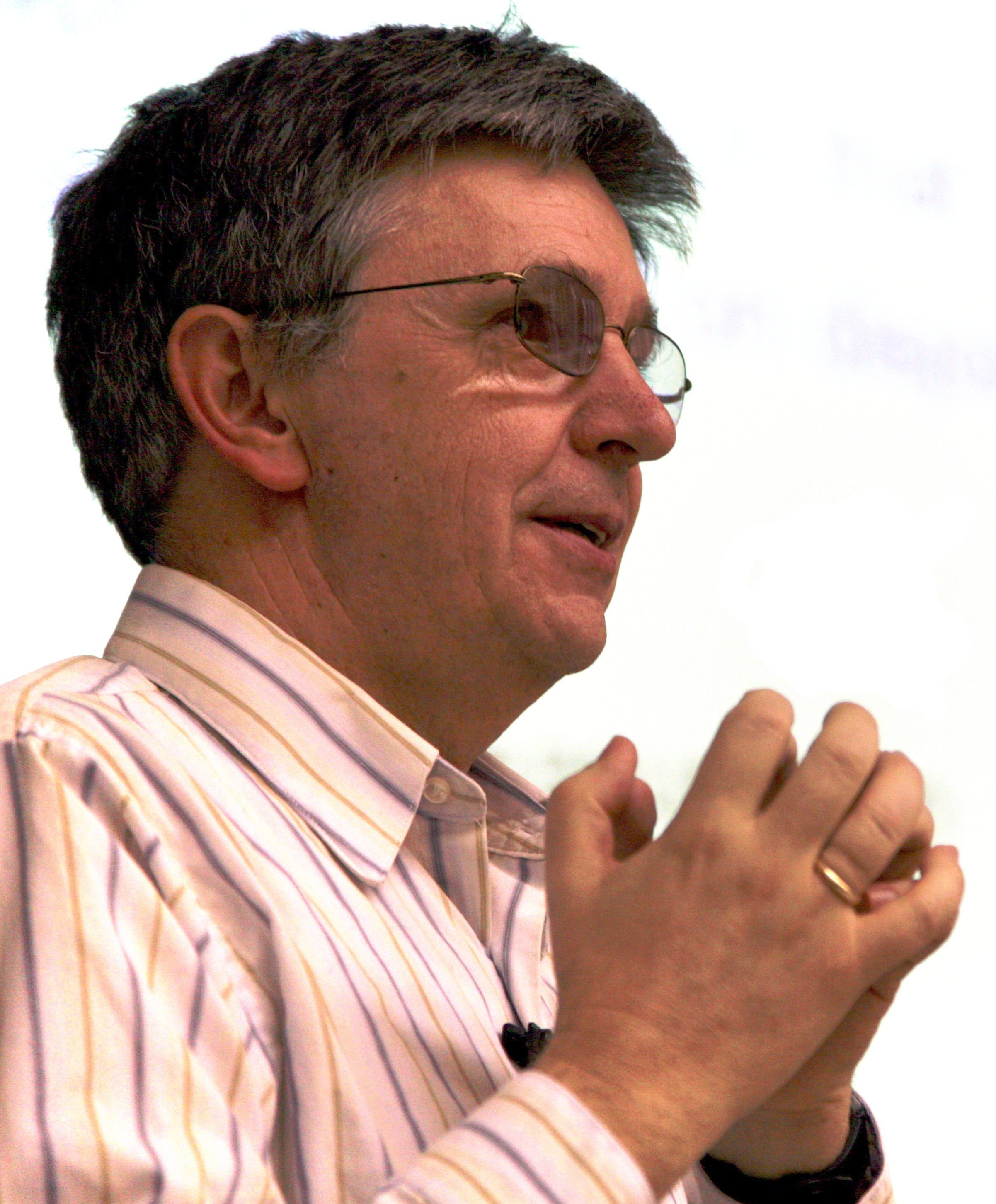
László Lovász

  - Ricardo Mañé (mort en 1995), mathématicien uruguayen naturalisé brésilien.
  - Fern Hunt, mathématicienne américaine.

- 26 janvier : Jean-Michel Bismut, mathématicien français.
- 29 janvier : Sylvestre Gallot, mathématicien français.
- 30 janvier : Miles Reid, mathématicien britannique.
- 4 février : Irena Lasiecka, mathématicienne américano-polonaise.
- 21 février : Miklós Laczkovich, mathématicien hongrois.
- 22 février : Jean-Pierre Le Goff, professeur de mathématiques et historien des sciences et des techniques français.
- 26 février : Jean-Michel Bismut, mathématicien français.
- 1er mars : Hamlet Isakhanli, mathématicien azéri.
- 9 mars : Laszlo Lovasz, mathématicien hongrois.
- 24 mars : Sun-Yung Alice Chang, mathématicienne américaine d'origine chinoise.
- 25 mars : Marek Karpinski, informaticien et mathématicien polonais.
- 29 avril : Jean-Marie De Koninck, mathématicien canadien.
- 4 mai : Alexander Schrijver, mathématicien et informaticien néerlandais.
- 19 mai : John M. Ball, mathématicien britannique.
- 27 mai : Luc de Brabandere, mathématicien belge.
- 17 juin : Zoghman Mebkhout, mathématicien franco-algérien.
- 19 juin : Andrea Milani Comparetti (mort en 2018), mathématicien et astronome italien.
- 28 juin : Kenneth Alan Ribet, mathématicien américain.
- 30 juillet : Francis Clarke, mathématicien canadien et français.
- 14 août : 
  - David H. Bailey, mathématicien et informaticien américain.
  - Alexander Soifer, mathématicien américain d'origine russe.
- 20 août : Jeanne Peiffer, historienne des mathématiques luxembourgeoise.
- 22 août : Carsten Thomassen, mathématicien danois.
- 10 septembre : Martin Grötschel, mathématicien allemand.
- 23 septembre :
  - David A. Cox, mathématicien américain.
  - Harvey Friedman, mathématicien américain.
- 2 octobre : Michael Rapoport, mathématicien allemand.
- 23 octobre : Akihiro Kanamori, mathématicien américain d'origine japonaise.
- 30 octobre : John R. Steel, mathématicien américain.
- 8 novembre : David Masser, mathématicien britannique.
- 21 novembre : Raman Parimala, mathématicienne indienne.
- 23 novembre : Carlo Sbordone, mathématicien italien.
- 1er décembre : Philippe Flajolet (mort en 2011), informaticien et mathématicien français.
- 8 décembre : Luis Caffarelli, mathématicien argentin.
- 12 décembre : Eliyahu Rips, mathématicien israélien né letton (mort en 2024).
- 24 décembre : Neal Koblitz, mathématicien américain.
- 25 décembre : Winnie Li, mathématicienne taïwano-américaine.
- 30 décembre :
  - Andrew Ranicki (mort en 2018), mathématicien britannique.
  - Eckart Viehweg (mort en 2010), mathématicien allemand.

## Décès

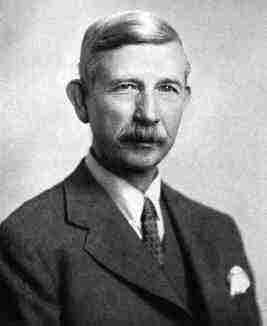
Joseph Wedderburn

- 14 avril : Clara Latimer Bacon (née en 1866), mathématicienne américaine.
- 10 juin : Philippa Fawcett (née en 1868), mathématicienne britannique.
- 16 juin : Marcel Brillouin (né en 1854), mathématicien et physicien français.
- 4 août : Mileva Einstein (née en 1875), mathématicienne et physicienne d'origine serbe.
- 10 août : Emilio Almansi (né en 1869), ingénieur et mathématicien italien, spécialiste des grandes déformations.
- 3 septembre : Hiroshi Okamura (né en 1905), mathématicien japonais.
- 10 septembre : Walther Mayer (né en 1887), mathématicien autrichien.
- 9 octobre : Joseph Wedderburn (né en 1882), mathématicien anglais.
- 11 octobre : André Bloch (né en 1893), mathématicien français.